# Johann Christoph Gatterer

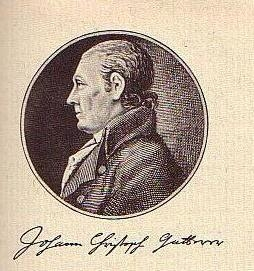
Johann Christoph Gatterer.

Johann Christoph Gatterer, född 13 juli 1727 nära Nürnberg, död 5 april 1799 i Göttingen, var en tysk historiker.
Gatterer blev huvudsaklig känd för sina arbeten om världens universella historia. Hans största betydelse bör sannolikt ligga i hans verksamhet för de historiska hjälpvetenskapernas systematisering och påvisandet av deras sammanhang med den egentliga historien. Han blev professor i historia i Göttingen och utgav en mängd skrifter.